# 拉芬斯泰因
拉芬斯泰因（荷兰语：Ravenstein）是荷兰南部的城市和旧市镇，位于北布拉班特省。2003年，该市镇并入奥斯。在拉芬斯泰因還是市镇時它的面积42.68平方公里，其中水域面积0.96平方公里。